# Les Chutes
Les Chutes (titre original en anglais : The Falls) est un roman américain de Joyce Carol Oates publié originellement en 2004. La traduction française paraît le 26 août 2005 aux éditions Philippe Rey et reçoit le prix Femina étranger la même année.

## Résumé
Tout près des chutes du Niagara, Ariah Littrell se réveille de sa nuit de noces, seule dans sa chambre d'hôtel. Stupéfaite, elle cherche son époux, redoutant qu'il se soit suicidé en sautant dans les chutes, crainte rapidement renforcée par la police indiquant qu'un homme lui ressemblant a en effet disparu dans les chutes du Fer-à-Cheval. Elle erre alors, pendant sept jours et sept nuits, dans la « capitale mondiale de la lune de miel ». Devenue veuve si tôt après ses noces, elle est alors surnommée « la veuve Blanche des Chutes »,.

## Réception critique
Lors de sa publication en Angleterre, The Guardian considère qu'il s'agit là « d'un bon livre mais pas d'un grand livre » de l'auteure, plus à l'aise en général dans les nouvelles et qui dans ce roman ne réussit pas certaines transitions entre les parties de l'histoire et laisse des parts d'ombres sur certains personnages, tombant parfois dans le « cliché ».
De son côté la critique française du journal Le Monde dépeint ce roman comme étant « l’un des plus beaux romans de Joyce Carol Oates […]. Dans Les Chutes, ce sentiment d’intensité semble parfois se transmettre de l’auteur au lecteur ». La critique insiste sur la force d’écriture qui est à la fois « cinématographique, dramatique, auditive et qui fait miroiter les mots sur la page » ainsi que sur l’étourdissement que cette lecture procure. Le magazine Le Point partage cet avis dithyrambique considérant que le roman « envoûtant, lent, d'une rare intensité dramatique [est] un très grand millésime Oates ».

## Éditions
- Éditions Philippe Rey, 2005  (ISBN 978-2848760346)
- Points, 2019  (ISBN 9782757875360), 576 p.